# Jens Fink-Jensen
Jens Fink-Jensen (Copenhague,19 de dezembro de 1956) escritor, poeta lírico, fotógrafo e compositor.

## Biografia
Começou a escrever ficção no jornal ”Information” com a publicação do conto Juni 1995 (Junho 1995) a 4 de Junho de 1975, e lírica em Maio de 1976 com 4 poemas publicados nº 1/1976 da revista ”Hvedekorn”. O primeiro livro de poemas Verden i et øje (Um olhar sobre o Mundo) viria a ser lançado a 19 de Outubro de 1981 sob a forma de colectânea, o primeiro livro em prosa, Bæsterne (As Bestas), uma colectânea de contos, a 5 de Junho de 1986 e por último em 1994, sairia o primeiro livro para crianças, Jonas og konkylien (Jonas e a Concha do Búzio).
Jens Fink-Jensen frequentou a escola secundária em regime de internato ”Herlufsholm Kostskole”, tendo nos últimos anos optado por seguir a área de Línguas Modernas. Terminou o ensino secundário em 1976. Posteriormente, cumpriu o serviço militar na ”Den Kongelige Livgarde”, a Guarda Real da Rainha. Em 1986 terminou o Mestrado em Arquitectura pela Academia de Arquitectura e Belas Artes, e em 1997 frequentaria um curso Designer de Multimédia pela mesma Academia.
Foi membro do Círculo Original Dos Poetas dos anos 80, fundado por Poul Borum, editor geral da revista ”Hvedekorn”. Neste âmbito em 1980 Jens Fink-Jensen viria, em conjunto com o seu colega Michael Strunge, a redigir o Manifesto da Geracão de 80 ”NÅ!!80” (”Estou-me nas tintas para os 80”), e cuja representação viria a ter lugar na Casa cultural ”Huset” em Copenhaga.

## Performances
Actualmente Jens Fink-Jensen tem estado a apresentar um espectáculo multimédia-lírico, no qual ele próprio recita poemas acompanhados por uma mostragem de diapositivos e de composições para sintetizador, ambos da sua autoria. Estas actuações têm lugar em várias Escolas Superiores e Festivais, e têm contado com a participação do músico Fredrik Mellqvist e do saxofonista Jens Severin.

## Fotografia
Jens Fink-Jensen também se dedica à fotografia, tendo já feito várias exposições, das quais se destaca Sydens Skibe (Os Navios do Sul), Beijing Ansigt (O Rosto de Beijing) e uma outra a que deu o nome de OrdBilleder (Fotopalavras), uma vez que consta de um misto de poemas e de fotografias. Participou ainda numa mostra de música e diapositivos subordinada ao título Øje på verden - om bøgernes råstof (Um Olhar sobre o Mundo - e cujo tema é a matéria prima dos livros).

## Obras publicadas
- Verden i et øje (Um Olhar sobre o Mundo), livro de poemas, 1981
- Sorgrejser (Viagens pela Dor do Luto), livro de poemas, 1982
- Dans under galgen (Dança sob o Cadafalso), livro de poemas, 1983
- Bæsterne (As Bestas), livro de contos, 1986
- Nær afstanden (Perto da Distância), livro de poemas, 1988, (traduzido em árabe em 1999)
- Jonas og konkylien (Jonas e a Concha do Búzio), livro infantil, 1994 (ilustrações de Mads Stage)
- Forvandlingshavet (O Mar em Mudança), livro de poemas, 1995
- Jonas og himmelteltet (Jonas e a Tenda do Céu), livro infantil, 1998 (ilustrações de Mads Stage)
- Alt er en åbning (Tudo é uma Porta de Entrada), livro de poemas, 2002
- Syd for mit hjerte. 100 udvalgte kærlighedsdigte, livro de poemas, 2005

## Traduções
Em 1999 foi publicada em árabe a colectânea de poemas Nær afstanden (Perto da Distância), numa tradução de Jamal Jumas (Editora Alwah, Madrid). Alguns poemas desta mesma colectânea foram também publicados no jornal ”Al-Quds Al-Arabi” (Londres, 1996) bem como na revista ”Nizwa” (Sultanato de Oman, 1999).